# Flach
Flach är en svensk adelsätt av tyskt ursprung.
Ätten uppges härstamma från den medeltida adliga ätten Flach von Schwarzenberg i Elsass, känd sedan 1209, men släktledningen är inte dokumentariskt styrkt. En Sigmund Flach, omtalad i naturalisationsbrevet, upphöjdes i tysk-romersk adlig värdighet 10 november 1574 i Wien av kejsar Maximilian II.
Som sonsons sonson till ovannämnde Sigmund Flach uppges juris licentiaten och sekreteraren, advokaten i Svea hovrätt, sedermera juris utriusque doktorn och hovrättsrådet Johan Fredrich Flach (1657-1734), vilken var född i Strassburg och inkom till Sverige 1685. Förebärande det tysk-romerska adelskapet naturaliserades han 1 juni 1719 i Palatset i Stockholm av drottning Ulrika Eleonora med oförändrat namn, och introducerades 1720 under nuvarande nr 1606.

## Vapen
| ”                                   | En skiöld genom en linie i längden och fyra linier i tvären fördelt i tije dehlar med gull och svart hvar om annan. Ofvanpå skiölden står en öppen tornerhielm, hvarutur sträcker sig en vinge i profil, vändandes sig åt vänster och innehåller samma fördelningar som i sielfva skiölden, varandes alla spetzarne i vingen utaf silfver, men crantzen och löfvärcket af gull och svart, alldeles som detta vapen med sina egenteliga färgor härbredevijd afmålad finnes | „ |
| – Sköldebrevsavskrifter, 7:53, RHA. | |   |

## Kända medlemmar
- Johan Fredrik Flach (1700–1759), jurist
- Carl Georg Flach (1778–1846), militär och ämbetsman
- Ulrik Ferdinand Flach (1820–1891), läroboksförfattare
- Sixten Flach (1826–1902), godsägare och politiker
- Sigge Flach (1839–1921), lanthushållare
- Wilhelm Flach (1857–1920), ämbetsman
- Miles Flach (1902–1974), militär